# فرک
فرک روستایی است از توابع شهرستان کمیجان در استان مرکزی. این روستا در دهستان وفس در بخش مرکزی این شهرستان قرار دارد. مردم فرک به زبان تاتی صحبت می‌کنند.

## مشخصات منطقه‌ای
روستای فرک طبق تقسیمات اخیر کشوری، از توابع دهستان وفس و بخش مرکزی شهرستان کمیجان می‌باشد. این روستا با مختصات جغرافیایی ۴۹ درجه و ۳۴ دقیقه طول شرقی و ۵۷ درجه و ۴۳ دقیقه عرض شمالی در شمال غربی استان مرکزی قراردارد. فاصله روستای فرک تا مرکز شهرستان ۵۵ کیلومتر می‌باشد.

## جمعیت
طبق سرشماری مرکز آمار ایران، جمعیت فرک در سال ۱۳۸۵ برابر با ۲۵۱ نفر بوده است. این روستا ۵۱ خانوار دارد.